# Москвич-423
Москви́ч-423 — первый в СССР серийный автомобиль с грузопассажирским пятидверным кузовом универсал, выпускался в 1957—1963 гг. В его конструкции использовалась та же боковая панель с изогнутыми водосточными желобками, та же задняя панель с высоким порогом багажной крышки. Заднее сиденье складывалось, образуя грузовой отсек длиной 1473 мм и шириной 1220 мм. При сложенных задних сиденьях машина могла перевозить 250 кг груза и двух человек, включая водителя. Для запасного колеса под полом размещалась горизонтальная ниша. Задние рессоры были на 5 мм шире, чем у базовой модели Москвич-402. Задняя пятая дверь открывалась налево, её порог находился на высоте 760 мм от земли. 
В начале 1957 года Московский завод малолитражных автомобилей приступил к выпуску грузо-пассажирского автомобиля «Москвич-423» типа «универсал».
С 1961 года выпускалась более простая версия кузова универсал с угловатыми рамками задних дверей и идущим вдоль всей крыши цельным водосточным желобком.
|  |  |
|  |  |